# SG 113
Das Sondergerät SG 113 war ein projektiertes deutsches Waffensystem zur Panzerabwehr im Zweiten Weltkrieg.
Die in der ersten Kriegshälfte eingesetzten Flugzeuge zur Panzerabwehr, vor allem die Junkers Ju 87 Stuka, stellten sich in der zweiten Kriegshälfte zwar als geeignet heraus, jedoch waren sie durch die zunehmende Luftüberlegenheit der Alliierten vermehrt Angriffen von gegnerischen Jagdflugzeugen ausgesetzt, für die sie sehr anfällig waren. Aus diesem Grund wurden Überlegungen angestellt, vorhandene, den alliierten Jagdflugzeugen ebenbürtige Baumuster zur Panzerabwehr zu verwenden.
Als Waffensystem wurde dabei unter anderem ein von Rheinmetall-Borsig entwickeltes rückstoßfreies Geschütz im Kaliber 75 mm mit einer Rohrlänge von 1600 mm untersucht. Allerdings wurde dieses nicht in Flugzeuglängsrichtung nach vorn schießend angeordnet, sondern in den Tragflächen nach unten gerichtet montiert. Der Vorteil dieser Schussrichtung ist, dass gepanzerte Fahrzeuge auf der Oberseite die geringste Panzerung aufweisen, womit auch kleinere Kaliber die Fahrzeugpanzerung durchschlagen können. Die Geschosse sollten über einen elektrostatischen bzw. elektromagnetischen Sensor (Förstersonde) beim Überfliegen des Zieles ausgelöst werden.
Als Versuchsflugzeug startete Anfang September 1944 eine von zwei umgerüsteten Focke-Wulf Fw 190 F-8 (Wnr. 582071 und 582072) mit zwei SG 113 A in den Tragflächen zum ersten Testflug. Dabei sollte das Flugverhalten der umgerüsteten Maschine untersucht werden. Die beiden in den Fahrtwind hineinragenden Abschussrohre erzeugten jedoch ein dermaßen infernalisches Pfeifen, dass die Erprobung unterbrochen werden musste. Zur Beseitigung des Problems wurden zwei aerodynamische Verkleidungen entwickelt, die nun zwei hintereinanderliegende Rohre mit insgesamt vier Geschossen aufnehmen konnten. Ein Anfang 1945 durchgeführter Flug bestätigte die Richtigkeit der Maßnahme; das Pfeifen war fast vollständig verschwunden. Die weitere Waffenerprobung fand im Waffenerprobungszentrum der Luftwaffe in Tarnewitz statt. Als Ziele dienten erbeutete KW- und T-34-Panzer. Nachdem der Neigungswinkel der Abschussvorrichtungen gegen die Flugrichtung vergrößert und der Magnetsensor optimal justiert worden war, zeigten sich zufriedenstellende Ergebnisse. Von den vier abgefeuerten Geschossen trafen mindestens zwei den überflogenen Panzer.
Als weitere Versuchsträger wurden drei Henschel Hs 129 (Wnr. 0249, 0016 und 140499) erprobt. Sie erhielten eine senkrecht durch den Rumpf gehende Waffenanlage mit sechs gebündelten Abschussrohren, die an der Rumpfober- und -unterseite aerodynamisch verkleidet wurde, und einen elektrostatischen Sensor. Die Versuchsflüge begannen Ende 1944. Die eigentliche Waffenerprobung wurde bei der Luftfahrtforschungsanstalt Hermann Göring in Braunschweig-Völkenrode ab Januar 1945 durchgeführt. Hierbei stellte es sich heraus, dass die Reichweite des Sensors zu gering war. Sollte das Ziel erfolgreich bekämpft werden, musste das Flugzeug den Panzer in nur 2,0 bis 3,2 Metern überfliegen, was die Gefahr, dass es von umherfliegenden Trümmerteilen getroffen und zum Absturz gebracht wurde, erheblich erhöhte. Auch die Tests mit den in den beiden Fw 190 eingebauten Magnetsensoren brachten ähnliche Ergebnisse. Die Versuche wurden deshalb im März 1945 zugunsten der ungelenkten Panzerabwehrrakete Panzerblitz eingestellt.
Eine bekannte Weiterentwicklung ist das SG 116.